# إبراهيم حجازي
إبراهيم حجازي (1954 - 3 يناير 2022)، هو إعلامي مصري. فاز بجائزة مصطفى وعلي أمين للصحافة المكتوبة عام 1985، وقد نجح في تأسيس مجلة الأهرام الرياضي في يناير 1990 وأصبح رئيس تحرير المجلة لمدة 19 عاما. قدم حجازي برامج عدة في التلفزيون، كان أبرزها البرنامج الشهير "في دائرة الضوء"،

## حياته
ولد عام 1954، وتخرج من المعهد العالي للتربية الرياضية بالهرم عام 1967، ثم التحق بمؤسسة الأهرام عام 1975، وقد نجح في تأسيس مجلة الأهرام الرياضي في يناير 1990 وأصبح رئيس تحرير المجلة لمدة 19 عاما.

## وفاته
توفي إبراهيم حجازي في القاهرة بتاريخ 3 يناير (كانون الثاني) 2022 ميلاديًا الموافق 30 جمادى الأولى 1443 هجريًا، عن عمرٍ ناهز 68 عامًا؛ وذلك بعد صراعٍ مع المرض إثر إصابته بمرض فيروس كورونا 2019.